# کلاین (تگزاس)
کلاین (به انگلیسی: Klein) یک منطقهٔ مسکونی در ایالات متحده آمریکا است که در تگزاس واقع شده‌است. کلاین ۴۲٫۶۷ متر بالاتر از سطح دریا واقع شده‌است.